# Otto Nikodym
Otto Marcin Nikodým (Zabolotiv, 13 agosto 1877 – Utica, 4 maggio 1974) è stato un matematico polacco, conosciuto per i suoi contributi in teoria della misura, tra i quali spicca il Teorema di Radon-Nikodym.